# Мэн Маринерс
«Мэн Мэринерс» (англ. Maine Mariners) — хоккейная команда Американской хоккейной лиги (АХЛ), проводившая свои домашние матчи в Портленде, штат Мэн, на стадионе «Камберленд Каунти Сивик Центр», с 1977 по 1992 гг.
Боб Маккаммон был назначен первым главным тренером команды. С 1977 по 1980 гг. «Мэринерс» являлись фарм-клубом «Филадельфии Флайерз» (НХЛ).
«Мэринерс» остаются единственным клубом в истории лиги, выигравшим титул Кубка Колдера в свои первые два сезона существования (1977-78, 1978-79), и на тот момент были единственной командой, которая когда-либо завоёвывала Кубок Колдера в свой дебютный сезон. Позже, этот рекорд был повторен клубом вернувшим профессиональный хоккей в Портленд, «Портленд Пайретс».
Мэн вернулся в финал Кубка Колдера в 1980-81 и вратарь-новичок Пелле Линдберг стал единственным вратарём в истории АХЛ, и только третьим хоккеистом в истории лиги, выигравшим титул лучшего игрока регулярного сезона и титул лучшего новичка АХЛ в том же сезоне. Боб Маккаммон выиграл свой второй титул лучшего тренера года АХЛ.
В 1983—1984 клуб перешёл под контроль «Нью-Джерси Девилз» (НХЛ). В том же сезоне «Мэринерс» стали лишь четвёртой командой в истории АХЛ, выигравшими Кубок Колдера, имея проигрышное соотношение матчей в регулярном сезоне (33 победы, 36 поражений и 11 ничьих).
После сезона 1986-87 команда была переведена в город Ютика, штат Нью-Йорк и переименована в «Ютика Девилз». Однако, Портленд не остался без хоккея, ввиду того что АХЛ утвердила экспансию и поместила новую команду под тем же названием, «Мэн Мэринерс», укомплектованную игроками из «Бостон Брюинз» в Портленд. Новая команда стала правопреемником имени и истории предшественника, но цвета были изменены с «флайерских» оранжевого и чёрного (команда никогда не носила красно-зелёных цветов «Девилз») на «бостонский» чёрно-золотой. После пяти сезонов в Портленде, в 1992-м году команда переехала в Провиденс, Род-Айленд, и была переименована в «Провиденс Брюинз». Последняя домашняя игра «Мэн Мэринерс» состоялась 4 апреля 1992 года против «Фредериктон Экспресс».